# フォトドキュメント 天涯へ 旅人 沢木耕太郎の世界
『フォトドキュメント 天涯へ 旅人 沢木耕太郎の世界』（ -てんがいへ たびびと さわきこうたろうのせかい）は、1999年4月10日にNHK教育テレビで放送されたテレビ番組である。『ETVカルチャースペシャル』枠で放送された。

## 概要
ノンフィクション作家・沢木耕太郎の旅への思いを綴ったドキュメンタリー番組である。 

## 出演者
- 沢木耕太郎

## 朗読
- 役所広司